# Dokumentarisches Theater
Das dokumentarische Theater oder Dokumentartheater behandelt historische oder aktuelle politische oder soziale Ereignisse. Dabei fungieren juristische oder historische Reportagen, Berichte, Dokumente und Interviews als Quellen. Obwohl authentisches Material übernommen und in der Regel unverändert wiedergegeben wird, handelt es sich um eine fiktionale Kunstform. Das Dokumentardrama (nicht zu verwechseln mit dem Filmgenre des Dokudramas) gehört zur Dokumentarliteratur.

## Charakteristiken

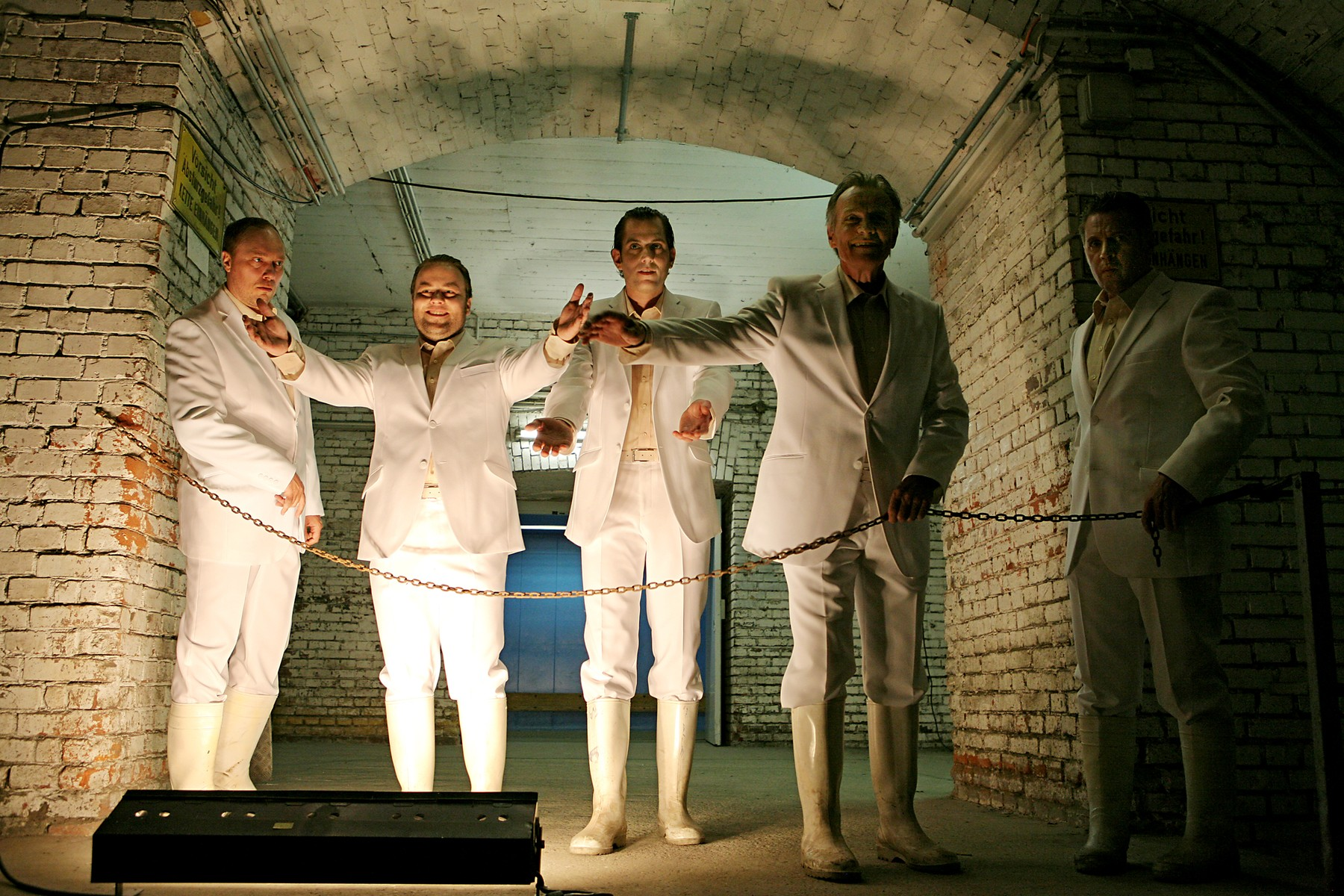
Die Ermittlung von Peter Weiss am Staatstheater Nürnberg, Juni 2009

Die schöpferische Leistung der Autoren des dokumentarischen Theaters besteht in der Komposition des Roh-Stoffes und in der Konzentration aufs Wesentliche. Unwichtiges wird weggelassen, um Aufklärung, Konfrontation und Agitation zu erreichen. Angestrebt wird Realismus, nicht Naturalismus. Der Zweck bzw. das Ziel eines dokumentarischen Theaterstückes ist die politische Aufklärung und die Agitation (oft aber auch die Verurteilung einer der betroffenen Parteien). Zusätzlich wird auf einschüchternde Authentizität wie zum Beispiel genaue Nachbildung von Gerichtssälen etc. verzichtet, um den Zuschauer nicht unnötig von den Fakten abzulenken.
Diese Form des Theaters, die unter anderem an das „politische Theater“ der zwanziger Jahre anknüpft, entstand in den sechziger Jahren. Als zeitgenössische Textbeispiele werden vielfach Rolf Hochhuths Der Stellvertreter, Heinar Kipphardts In der Sache J. Robert Oppenheimer sowie Peter Weiss’ Die Ermittlung genannt, ferner Kipphardts Bruder Eichmann.
Eine Renaissance des dokumentarischen Theaters im deutschsprachigen Raum zeichnet sich seit Ende der 1990er Jahre ab. Eher in der klassischen Tradition des dokumentarischen Theaters stehen dabei Hans-Werner Kroesinger und Andres Veiel. Veiels Der Kick, dessen Text auf Interviews mit Beteiligten, Angehörigen und Zeugen eines Mordfalls beruht, war 2006 zum Berliner Theatertreffen eingeladen. Beim selben Festival war das Regiekollektiv Rimini Protokoll mit seiner dokumentarischen Inszenierung nach Schillers Wallenstein zum zweiten Mal vertreten. Die drei Mitglieder von Rimini Protokoll gelten als Begründer einer Renaissance und Neudefinition des dokumentarischen Theaters.
In den Projekten von Rimini Protokoll steht seit Ende der 1990er Jahre nicht das recherchierte Material im Vordergrund, sondern die Protagonisten der jeweiligen Ereignisse betreten selbst die Bühne. Im Gegensatz zum Dokumentarfilm produzieren die sogenannten „Experten des Alltags“ ihre Auftritte bei jeder Aufführung neu. Und im Unterschied zum Laienspiel und Amateurtheater versuchen sie nicht, Theater zu spielen: Die darstellenden Personen bewahren sich ihre eigene Authentizität sowie die ihrer Geschichten innerhalb des Kunstrahmens eines Theaters.
Die auch als „Experten-Theater“ bezeichnete junge Spielform des dokumentarischen Theaters wird mittlerweile von einer ganzen Reihe von Gruppen und Autoren-Regisseuren praktiziert. Ein jüngeres Beispiel für die Konfliktpotenziale, die durch den neuen Einzug des Dokumentarischen ins Theater entstehen können, war das Verbot von Volker Löschs Inszenierung von Gerhart Hauptmanns Die Weber im Jahr 2004 am Staatsschauspiel Dresden: In der Inszenierung sollte ein Chor von 33 echten Arbeitslosen mit einer auf ihren eigenen Ängsten und Sorgen basierenden Textcollage auftreten. Der Grund für ein Aufführungsverbot war der rechtliche Schutz des Originaltextes.
Eine völlig neue Form des Dokumentarischen Theaters wagte 2013 Matthias Hartmann gemeinsam mit Doron Rabinovici mit dem Projekt Die letzten Zeugen am Wiener Burgtheater, indem er sechs Zeitzeugen des Holocausts auftreten und deren Texte von Burgschauspielern lesen ließ. Diese Mischform aus dokumentarischem Theater, Leseinszenierung und Ehrung begeisterte Publikum und Kritik, errang eine Einladung zum Berliner Theatertreffen und gastierte auch am Staatsschauspiel Dresden.

## Kritik
Die Ansätze zur theoretischen Fundierung einer Kategorie „Dokumentarisches Theater“, die verstärkt seit den siebziger Jahren durch Hilzinger, Blumer oder Barton verfolgt wurden, werden in Zusammenhang neuerer literaturwissenschaftlicher Ansätze zunehmend kritisch beurteilt. Unter Verweis auf die weitreichende Ästhetisierung von Dokumenten aus einem außerliterarischen Bezugssystem (das heißt von realen historischen Materialien) durch Theaterautoren wurde der Begriff des Dokumentarischen Theaters mitunter als strittiges „Theorem“ interpretiert oder wird grundsätzlich verworfen. Ähnliche methodische Einwände treffen vergleichbare literaturwissenschaftliche Begriffe wie Dokumentarliteratur, Dokumentarroman oder „dokumentarisches Drama“.
Der Befund für andere Kunstgattungen mit dokumentarischen Formaten fällt unterschiedlich aus. Nur im filmischen Bereich ist die Kategorie des Dokumentarischen mit dem Dokumentarfilm in der Sekundärliteratur wie im allgemeinen Sprachgebrauch gleichermaßen fest etabliert. Seit den neunziger Jahren sind begriffliche Neubildungen wie das Doku-Drama oder die Doku-Soap hinzugekommen. Nicht annähernd gleiche Bedeutung kommt der Kategorie der Dokumentarfotografie zu.

### Sekundärliteratur
- Brian Barton: Das Dokumentartheater. (= Sammlung Metzler. Nr. 232). Metzler, Stuttgart 1987, ISBN 3-476-10232-7.
- Arnold Blumer: Das dokumentarische Theater der sechziger Jahre in der Bundesrepublik Deutschland. Anton Hain, Meisenheim am Glan 1977, ISBN 3-445-01513-9.
- Ingo Breuer: Theatralität und Gedächtnis. Deutschsprachiges Geschichtsdrama seit Brecht. (= Kölner Germanistische Studien. Neue Folge, Bd. 5). Böhlau, Köln u. a. 2004.
- Sven Hanuschek: Ich nenne das Wahrheitsfindung. Heinar Kipphardts Dramen und ein Konzept des Dokumentartheaters als Historiographie. Aisthesis, Bielefeld 1993, ISBN 3-925670-88-2.
- Klaus H. Hilzinger: Die Dramaturgie des dokumentarischen Theaters. Niemeyer, Tübingen 1976, ISBN 3-484-10256-X.
- Nikolaus Miller: Prolegomena zu einer Poetik der Dokumentarliteratur. (= Münchner Germanistische Beiträge. Band 30). Wilhelm Fink, München 1982, ISBN 3-7705-2013-0.
- Boris Nikitin, Carena Schlewitt, Tobias Brenk: Dokument, Fälschung, Wirklichkeit. Materialband zum zeitgenössischen Dokumentarischen Theater. Theater der Zeit, 2014, ISBN 978-3-943881-84-4.

### Lexikonartikel
- Dokumentarisches Theater. In: Manfred Brauneck / Gerard Schneilin (Hg.): Theaterlexikon. Begriffe und Epochen, Bühnen und Ensembles. Reinbek bei Hamburg 1992, S. 278–279.
- Michael Bachmann: Dokumentartheater/Dokumentardrama. In: Handbuch Drama. Theorie, Analyse, Geschichte. Hrsg. von Peter W. Marx. Stuttgart 2012. S. 305–310.

### Journalismus
- Peter Laudenbach: Hexenküche Wirklichkeit. Theatertreffen 2006: Das Dokumentarstück ist wieder da. In: Süddeutsche Zeitung. Nr. 117, 22. Mai 2006, S. 11.
- Tobias Becker, Wolfgang Höbel: Wir kommen mit unserer Wut. In: Der Spiegel. Nr. 50, 2008, S. 176 ff. (online).